# Yang Bo
Yang Bo est une gymnaste chinoise née le 8 juillet 1973. 
Elle est célèbre pour son travail à la poutre et pour le mouvement qu'elle a créé, et qui porte son nom : le Yang Bo, un saut qui demande souplesse et détente pour être parfaitement exécuté. Il est toujours très utilisé et est d'une difficulté D dans le Code de pointage.
Bien qu'elle fût considérée comme l'une des meilleures gymnastes à la poutre, Yang Bo n'a jamais réussi à obtenir de médailles à cet agrès lors des compétitions mondiales de 1989 et 1991 et des Jeux olympiques de Barcelone en 1992. Son exercice est cependant souvent cité comme étant très difficile et des plus gracieux.

## Palmarès

### Jeux olympiques
- Barcelone 1992
  - 4e au concours par équipes
  - 25e au concours général individuel
  - 7e à la poutre

### Championnats du monde
- Stuttgart 1989
  -  médaille de bronze au concours par équipes
  - 5e au concours général individuel
  - 6e aux barres asymétriques
  - 7e à la poutre
  - 7e au sol

- Indianapolis 1991
  - 4e au concours par équipes
  - 5e à la poutre